# Province de Khénifra
La province de Khénifra (en berbère : ⵜⴰⵙⴳⴰ ⵏ ⵅⵏⵉⴼⵕⴰ, arabe : إقليم خنيفرة) est l'une des cinq subdivisions de la région Béni Mellal-Khénifra, au Maroc.

## Division administrative
La province de Khénifra a été créée en 1973, elle relève de la région. Béni Mellal-Khénifra Provinces limitrophes : Khémisset, Ifrane, province d'El Hajeb, province de Beni Mellal, province de Khouribga, Midelt.
La province de Khénifra est divisée administrativement en 2 municipalités, 3 cercles et 12 caïdats. Elle compte 38 communes dont 3 urbaines (Khénifra, M'rirt, Amalou Ighriben) et 20 rurales.

## Géographie
Province de Khénifra au cœur du Moyen Atlas
La province de Khénifra s’intègre à la fois dans le Haut Atlas et le plateau central, ce qui explique son relief accidenté où alternent la montagne et les plateaux dont l’altitude est variable (relief en étage) dont les caractéristiques typiques du Moyen Atlas :
- 1 Étage colliéen (800 m)
- 2e étage subatlassien (montagnard de 800 m à1 600 m)
- 3e étage, Atlassien (de 1 660 m à 2 800 m)

Trois régions naturelles bien distinctes caractérisent cette province :
- Le Dir au centre, la Meseta marocaine : socle hercynien rigide qui forme le substratum des plateaux centraux de l'Espagne et du Maroc occidental. Les massifs anciens du Limousin, de l'Ardenne et de la Méseta ibérique, les plateaux calcaires du Quercy ou des Grands Causses ont conservé de vastes étendues planes. (Géogr. gén., 1966, p. 410 (Encyclopédie de la Pléiade).

Caractéristique de la Méseta ou Messeta : 
Un socle paléozoïque (les mésetas) depuis le Cambrien jusqu’au Carbonifère, constitué essentiellement par des terrains sédimentaires avec une intense activité volcanique bimodale au Viséen. Ce socle a été structuré par l’orogenèse hercynienne, responsable aussi de la mise en place de nombreuses intrusions de granitoïdes.
Une couverture formée des terrains essentiellement carbonatés, mésozoïques et cénozoïques comportant deux unités structurales : 
À l'Ouest, la Causse : vaste et haut plateau calcaire du Moyen Atlas et du Haut Atlas, aride et creusé de profondes vallées, offrant de maigres pâturages à moutons.
- Le Dir atlassien : qui a l'avantage de renfermer d'importantes ressources en eau et d'offrir des sols relativement riches ; donc, propices à l'agriculture.

La partie centrale de la province, qui correspond administrativement au cercle d’Elkbab, n’est autre qu’une partie du Dir du Moyen Atlas. C’est une région montagneuse couverte de forêts où l’oued Srou, affluent de l’oued Errabiaa, et l’oued Chbouka prennent leurs sources.
Le bassin versant de la haute Moulouya correspond administrativement au cercle de Midelt, limité au sud par le Haut Atlas culminant au djebel Ayachi (3 757 m) et Moâsker (3 277 m), et au nord par la causse atlassienne (plateau calcaire, souvent ondulé, à surface sèche et couvert de pierrailles du Moyen Atlas). Ce bassin est riche par la diversité de ses paysages.
La majeure partie du cercle de Khénifra s’étend à l’ouest de l’Oum Er-Rebia avec une légère avancée sur le Moyen Atlas, grossièrement limitée par l’Oued Srou et la ligne de crêtes joignant ce dernier aux sources de l’Oum Errabiaa.
- La méseta atlassienne correspond à la partie ouest de Khénifra. La forêt de cèdres d'Ajdir Izayane à 30 km de Khénifra est considérée parmi les plus grandes cèdreries du monde (on y trouve des cèdres âgés de plus de deux millénaires). La forêt d'Ajdir constitue une richesse inestimable par la quantité et la qualité de son bois. De nombreuses cascades, ainsi que des lacs d'une beauté exceptionnelle, comme le lac Aguelmam N'Aziza, le lac Aguelmame Sidi Ali, le lac Tiglmamine, Aguelmame N'Miaami, Aguelmame Oujdir, Aguelmame Abakhane près d'Elkbab, Aguelmame Ait Ichou entre Elkbab et Boumia, le lac de Ouiouane à 34 km de M'Rirt sur la route de Ain Leuh, ce lac artificiel alimenté par les sources avoisinantes. Altitude de1 600 m, ayant une superficie de 20 ha (riche en végétation aquatique, les poissons y sont abondants). La réalisation d'un barrage hydroélectrique Tanafnit El Borj d'une puissance installée de 2 x 9 MW.

La réalisation de ce projet aura un impact économique au niveau de la création d'emplois et de l'amélioration de l'infrastructure routière, ce qui donnera un souffle au tourisme de montagne.
Le fleuve Oum Errabiaa prend naissance à 40 km de Khénifra. Son débit avoisine celui du fleuve français la Seine avec 114 m3/s. La région de Khénifra constitue un château d'eau pour une partie du Maroc, en particulier du côté de la méseta allant de Tadla vers Abda-Doukala.

## Hydrographie
La région de Khenifra a toujours été considérée comme la grande réserve d’eau du Maroc, car deux des plus importants fleuves du Maroc y prennent naissance, notamment Oum Errabiaa et ses affluents Chbouka, Oued Ouaoumanaet, Srou, et Oued Grou qui coule en bas du village Kaf N'sour, affluent de Bouregreg et de l'Oued Boukhmira.↵ L'Oum Errabiaa constitue l'artère principale hydrologique aux multiples rôles :
- Irrigation des plaines de Tadla et Doukkala-Abda.
- Production hydroélectrique.
- Alimentation en eau potable de Khénifra et la région de Casablanca.

La construction d'une série de barrages sur l'Oum Errabia et ses affluents constituera un défi pour le gouvernement marocain, qui veut atteindre son objectif d'irrigation évalué à 1 million d'hectares sur la totalité du royaume. L'auto suffisance en matière de production de blé n'est pas encore atteinte.

## Le climat
Le climat de cette région est continental, ce qui influe sur les amplitudes thermiques saisonnières, voire journalières. À un hiver rigoureux succède un été chaud. La pluviométrie varie selon les régions entre 400 et 700 mm/an en moyenne.
Les précipitations, en hiver sous forme de neige, sont abondantes sur le plateau de Bekrite, le col du Zad (col) et le Haut Atlas. La combinaison de la température et de la pluviométrie est de nature à créer des conditions favorables à des ceintures de végétation : ainsi, on verra se succéder, en fonction de l'altitude, des forêts de Kharroubier ou Caroubier, chênes verts et cèdres (cedrus atlantica), genévriers, tetraclinis-articulata ou Thuya (Elaaraar).

## Forêt

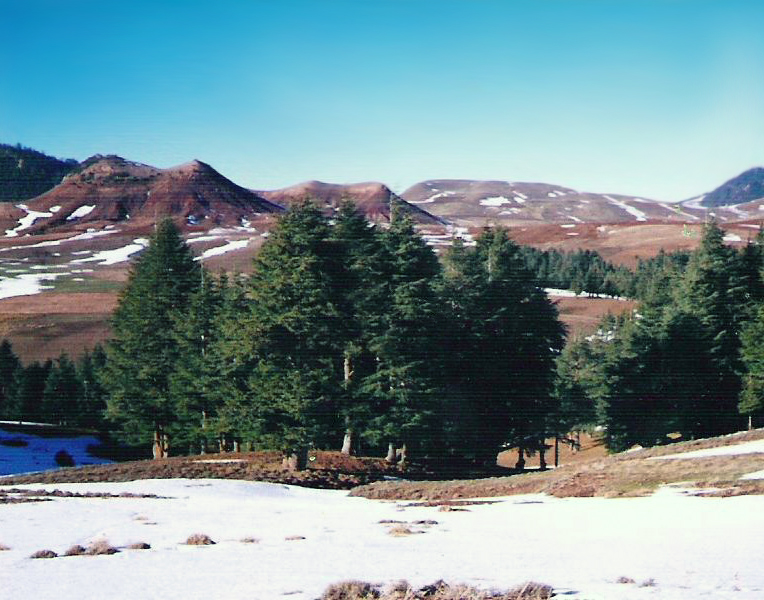
Jeunes Cèdres de l'Atlas

La forêt de Khénifra, notamment Ajdir Izayane, par la diversité de sa richesse (hydrologique, faunique et floristique) mérite une attention très particulière, donc une prise de conscience vis-à-vis de ce patrimoine qui risque un jour de disparaître. Un programme de sensibilisation des populations doit s'imposer afin de mettre fin à l'exploitation irrationnelle de la forêt.
La forêt du Moyen Atlas, et particulièrement dans la région de Khénifra, occupe une place privilégiée en biodiversité de sa faune et sa flore.
Le Moyen Atlas apparaît comme une chaîne montagneuse non peuplée par l'homme. En effet, à l'exception de Taza au Nord et de Khénifra au Sud, seuls de petits centres urbains se sont installés à la périphérie du massif.
Ce massif est exceptionnel par la diversité de sa faune, l'exubérance de sa flore et la beauté de ses roches et de ses sites géologiques. Du fait de sa situation et des caractéristiques physiques de son milieu, la région du Moyen Atlas recèle des richesses importantes en ressources naturelles renouvelables : aquatiques, édaphiques, floristiques, faunistiques, forestières. En effet, elle constitue un milieu humide (château d'eau du Maroc) favorable à l'afflux des oiseaux venant du continent européen, vu la situation géographique du Maroc qui constitue un passage migratoire des oiseaux (couloir de Gibraltar).
Les sols y sont les plus évolués, les plus diversifiés et les plus riches, mais aussi, localement, parmi les plus érodés ; La flore et la faune y sont très riches, et elles comportent un grand nombre d'espèces endémiques, rares ou très remarquables ; la végétation y est très diversifiée ; les phytocénoses y sont luxuriantes et offrent les plus importantes potentialités forestières du Maroc ; excepté ceux des zones arides et sahariennes, tous les types d'écosystèmes naturels marocains y sont représentés.
Cependant, de nombreuses espèces végétales et animales ont disparu de cette région ; d'autres y sont menacées de disparition ou sont devenues très rares ; les écosystèmes naturels, en particulier les forestiers parmi eux, subissent une forte pression anthropozoogène ; certains ont été anéantis, d'autres sont en dysfonctionnement, outre la dynamique des populations qui s'ajoute comme facteur négatif pour l'écosystème.

### Les Cédraies de l'Atlas
Le cèdre de l'Atlas mérite beaucoup d'attention, d'où la nécessité de descriptions de certaines caractéristiques.
- Taille : 50 m
- Port : plus érigé, élancé que chez le cèdre du Liban, surtout lorsqu'il est jeune.
- Branches : plus courtes que chez le cèdre du Liban et ascendantes.
- Écorce : gris foncé clair qui se craquèle en vieillissant.
- Aiguille : vert glauque (bleuté)
- Cône : 6 cm de long, avec souvent un petit creux au centre.

Le cèdre de l'Atlas (Cedrus atlantica) est l'essence forestière noble du Maroc, appréciée pour ses valeurs économiques et biogéographiques. Les cédraies, d'une superficie totale de131 800 ha, occupent une place de choix dans le paysage forestier marocain. Elles se présentent toujours en futaie, généralement à cortège floristique riche et très hétérogène, pouvant être dominé par des espèces herbacées, des arbustes ou des arbres : Quercus rotundifolia, Quercus faginea, Juniperus thurifera, Ilex aquifolium, Cytisus battandieri, Cistus laurifolius, Daphne laureola, Crataegus laciniata, Ribes uva-crispa, Berberis hispanica, Bupleurum spinosum.
Dans les cédraies du Moyen Atlas ont été recensées plus de 260 espèces d'arthropodes et 30 espèces d'oiseaux nicheurs, soit l'une des plus fortes proportions d'espèces d'oiseaux sédentaires de toutes les forêts marocaines.
Ces cédraies sont gravement menacées par un nombre de ravageurs, dont la processionnaire (Thaumetopoeapit yocampa), la tordeuse du cèdre (Acleris undulana), diverses espèces de scolytes (Blastophagus piniperda, Scolytus numidicus), outre la désertification et l'exploitation abusive de cet arbre qui risque un jour de disparaître du paysage atlassien.
Le chêne vert

## Faune et flore
Sur le plan ornithologique, les montagnes du Haut et du Moyen Atlas et au Sahara constituent un refuge de prédilection fuyant l'Europe pour s'y installer, car les facteurs de pression, à savoir la dynamique des populations et la pollution, agissent sur le comportement des oiseaux. Le Maroc n'est pas épargné par ce phénomène ; la liste des oiseaux marocains menacés d'extinction est aussi alarmante si l'on tient compte de la liste des oiseaux présents au Maroc ; en outre, le patrimoine des animaux sauvages est aussi menacé.
Une faune cynégétique (qui se rapporte à la chasse) importante et diversifiée contribue également à la richesse de cette région.
Elle a permis, d’une part, de créer une vingtaine d’amodiations de droit de chasse (les espèces les plus fréquentes sont : le sanglier, la perdrix gambra, le lièvre, la palombe, le chacal et le renard, le loup), et d’autre part, dans le souci de sauvegarder le mouflon qui constitue une espèce rare et particulière à la région montagneuse du Haut Atlas, une réserve a été créée au niveau de la région de Tounfite, sur une étendue de 20 805 ha à prédominance de cèdres et de genévriers.
Le dernier lion de l'Atlas a été abattu en 1922, près de Taddert (versant nord de Tizi n'Tichka), en 1942 selon J. Minet. Il était un trophée fort recherché et a été victime d'un braconnage intensif, alors qu'il s'était déjà éteint en Tunisie et en Algérie quelques années auparavant. Comme la panthère, éradiquée au fil des siècles par les Romains (pour leurs gladiateurs), les sultans marocains qui entretenaient des relations diplomatiques remontant au VIIIe siècle avec les rois de France afin d’enrichir leurs zoos d'animaux exotiques, les derniers lions de l'Atlas furent exterminés par les colons français. Il reste seulement quelques spécimens qui vivent au Zoo de Témara et en France (Montpellier).
Certaines espèces animales sont déjà absentes du paysage forestier marocain depuis fort longtemps, notamment les grands mammifères ou les animaux de grande taille (lion, bubale, addax, le lynx caracal disparu il y a 100 ans, oryx, guépard, panthère (Panthera pardus), gazelle dama, autruche, pintade sauvage, l'ibis chauve, l'hyène tacheté, etc.).

## Population
La population est en majorité berbère, la langue parlée est le Tamazight. La démographie de la province se répartit comme suit : 
- Population urbaine : 273 000.
- Population rurale : 250 000.
- Population totale : 523 000.

## Culture Zayane
La culture Zayane fait partie de la Grande culture berbère, avec ses spécificités.

## Galerie

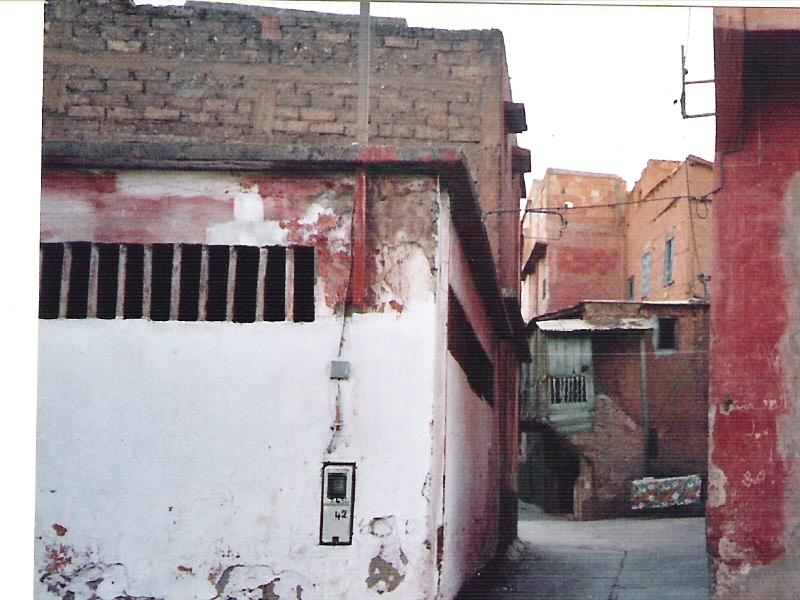
Ancienne ruelle de Khénifra
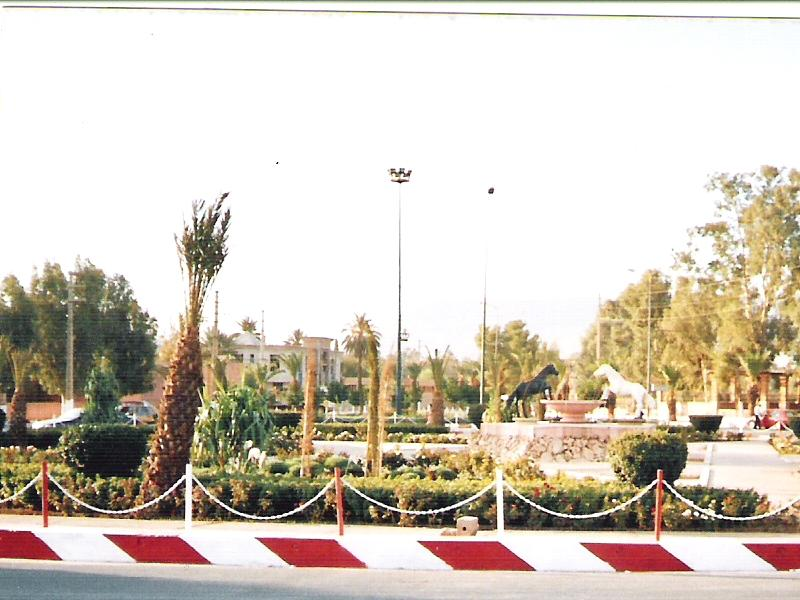
Khénifra place d'Azlou
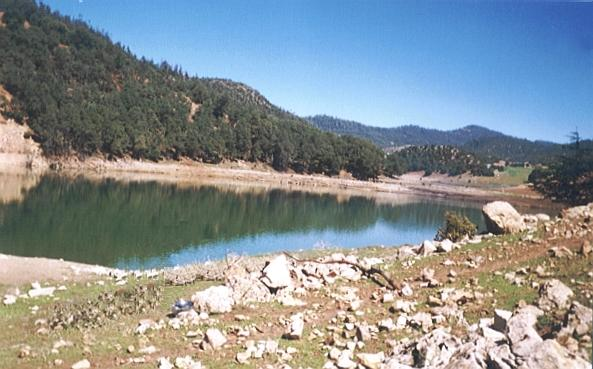
Tigueglmamine à 40 km de Khénifra

## Site historique, naturel, culturel
- Kasbah d'Adekhssal.
- Sanctuaire de Moulay Bouazza.
- Sources d'Oum Errabiaa, Ouiouane
- Lacs : Aguelmam N'Aziza, Tiguelmamine, Aguelmame Abakhane.

## Note et référence
1. ↑  « minculture.gov.ma/am/?p=446 »(Archive.org • Wikiwix • Archive.is • Google • Que faire ?).
2. ↑  Loi relative à l'organisation de la région au Maroc
3. ↑  Onnym
4. ↑  « Les oiseaux du Maroc », sur oiseaux.net (consulté le 2 septembre 2020).
5. ↑  http://www.go-south.org/go-south-bulletin/go-south_bull_3_6-9.pdf